# Сан-Рамон (Чилі)
Сан-Рамо́н (ісп. San Ramón) — комуна в Чилі. Одна з міських комун міста Сантьяго. Входить до складу провінції Сантьяго і Столичного регіону.
Територія — 7 км². Чисельність населення - 82 900 мешканців (2017). Щільність населення - 11 842,8 чол/км².

## Розташування
Комуна розташована на півдні міста Сантьяго.
Комуна межує:
- на півночі — з комуною Сан-Мігель
- на сході — з комуною Ла-Гранха
- на півдні - з комуною Ла-Пінтана
- на заході — з комуною Ла-Сістерна, Ель-Боске